# Stadio Italia
Lo Stadio Italia, o Campo Italia, è un impianto sportivo di Sorrento (NA); ospitava gli incontri interni del Sorrento Calcio 1945. Dispone di 3.600 posti, distribuiti tra la tribuna centrale (900) e le tribune laterali nord (1.200) e sud (1.500), quest'ultima utilizzata come settore ospiti. La tribuna stampa consta di 6 postazioni per le televisioni e 6 per stampa e radio.
L'impianto è stato uno dei primi in Italia insieme agli stadi di Capo d'Orlando e Manfredonia ad essersi dotato di un manto erboso sintetico nel 2003, proprio per l'influenza della salsedine che aveva comportato problemi al manto erboso.
Nell'estate del 2023, con la promozione del club locale in Serie C, non essendo a norma per i criteri infrastrutturali per la Serie C, costringe la società a disputare le gare casalinghe a Potenza. L'intervento che doveva essere pronto per la stagione 2024-2025 non lo sarà, in quanto a giugno 2024 non è ancora partita alcuna procedura di adeguamento dello stadio.

## Utilizzatori
- Sant'Agnello - Eccellenza Campania, Girone B